# Pterolophia incerta
Pterolophia incerta là một loài bọ cánh cứng trong họ Cerambycidae.